# Batalla de Tarapacá
La batalla de Tarapacá fue una acción bélica ocurrida el 27 de noviembre de 1879 en la localidad de Tarapacá, entonces parte del departamento peruano de Tarapacá, durante la campaña terrestre de la Guerra del Pacífico. En ella se enfrentaron fuerzas peruanas al mando del general Juan Buendía y fuerzas chilenas comandadas por el coronel Luis Arteaga, y finalizó con una victoria táctica del ejército del Perú, aunque sin alterar el curso general de la guerra.
El combate tuvo lugar tras el desembarco chileno en Pisagua, que marcó el inicio de la ofensiva terrestre de Chile en territorio peruano. En los días posteriores, el ejército aliado sufrió una derrota en la batalla de Dolores, y el contingente boliviano al mando del general Hilarión Daza abandonó su marcha desde Arica, dejando al ejército peruano en situación de desventaja. 
Ante la retirada aliada y la falta de refuerzos, las tropas peruanas se dirigieron hacia Tarapacá, donde fueron atacadas por fuerzas chilenas. A pesar de estar en desventaja logística, el ejército peruano logró repeler el asalto y obtener una victoria en el campo de batalla. Sin embargo, debido a la falta de suministros y refuerzos, debió abandonar la localidad poco después, lo que permitió a Chile consolidar su control sobre la provincia. La batalla ha sido recordada especialmente en el Perú como un ejemplo de resistencia militar en condiciones adversas. 

## Antecedentes

Esquema de desplazamientos militares durante la campaña de Tarapacá.

### Breve descripción de la zona
La quebrada de Tarapacá es en la zona en cuestión un río intermitente de trayecto casi lineal que desciende de noreste a suroeste y cuyas escasas aguas se sumen en el desierto poco después de pasar por Huarasiña.: 152  En la parte norte el río bordea el poblado de Quillahuasa, luego sigue aguas abajo el pueblo de Tarapacá, más abajo la cuesta Visagra, el poblado San Lorenzo y finalmente Huarasiña, donde comienza la pampa de Isluga (Iluga o Huga a veces).
La estación de Negreiros, la más austral de la vía férrea que salía de Pisagua, es llamada a veces Dibujo.

### Marcha a Tarapacá
Tras el desembarco chileno en Pisagua y la derrota en la batalla de Dolores, el ejército peruano se vio forzado a abandonar la provincia de Tarapacá, abandonando Iquique y reuniéndose finalmente la división del coronel Ríos proveniente de Iquique con las tropas derrotadas en Dolores. Si se observa el croquis adjunto, puede notarse que la cabeza de playa chilena en Pisagua impedía el repliegue directamente hacia el norte, por lo que la fuerza peruana se vio obligada a intentar un rodeo a través del desierto interior. Así, se agruparon en la aldea de San Lorenzo de Tarapacá, en la llamada quebrada de Tarapacá. La idea de estos cuerpos era reabastecerse de agua y víveres y descansar a la tropa del trayecto ya hecho entre Dolores y esta posición, unos 55 km a través del desierto.
Al conocerse esta situación en el ejército chileno, el teniente coronel movilizado José Francisco Vergara solicitó autorización al general Erasmo Escala para hacer un reconocimiento hacia Tarapacá con un escuadrón de caballería y confirmar el número y estado de los efectivos peruanos. Ante este requerimiento y a causa de la información que tenía Escala sobre las fuerzas peruanas en Tarapacá, que se pensaban no superiores a 1000 hombres mal armados y fatigados, es que el general ordenó que a la expedición de Vergara se añadiesen 270 hombres del regimiento Zapadores al mando del teniente coronel Ricardo Santa Cruz Vargas y una columna de artillería con 27 hombres y dos piezas de artillería al mando del alférez José Manuel Ortúzar. Este grupo salió desde Dolores el día 24 de noviembre, por el camino de Pozo Almonte, unos 400 hombres. : 656 
Hasta ese momento se pensaba en el mando chileno que la tropa peruana en Tarapacá no pasaba de 1000 hombres mal armados. Al amanecer del día 25, los exploradores de la columna de Vergara apresan a un arriero argentino, que fue tomado por un espía enviado por los peruanos. Al ser interrogado, afirmó que en Tarapacá la fuerza era de 1500 hombres,: 657  por lo que Vergara desistió de su plan inicial de atacarlos con una fuerza ahora tan inferior numéricamente. Envía un mensaje, entonces, al cuartel general solicitando una fuerza adicional de 500 hombres de tropa, y el general Escala consiente en enviar a la división del coronel Luis Arteaga que, desconocedor de la guerra en el desierto, no toma los preparativos adecuados de munición (asigna sólo 150 tiros por hombre), agua, víveres o forraje y marcha hacia Tarapacá el día 25. La intención de estas fuerzas era encontrarse con Vergara en Negreiros, pero este no esperó e incursionó por su cuenta hasta Iluga.

### Decisión de Arteaga
Cuando la división Arteaga, al llegar a Negreiros se percata de que la columna de Vergara ya no se encontraba allí sino camino al poblado de Tarapacá, envía un mensaje a este último para proceder a la concentración de las tropas, para lo cual había dos opciones: o que Vergara deshiciera el camino hasta Negreiros y luego hacerlo nuevamente hacia Tarapacá, o esperar a Arteaga. Se optó por esto último, por lo que la división de Arteaga no esperó la llegada de aprovisionamientos y salió de inmediato hacia Tarapacá, ya que se temía que por estar tan próxima esta posición al núcleo de las fuerzas peruanas, pudiera ser descubierta y destruida rápidamente a causa de su escaso número. Así, el día 26 de noviembre a las 15 h, se puso en marcha la división, con 1900 plazas, casi todas a pie, sin agua, víveres ni municiones. Estaba conformada por el regimiento 2.º de Línea, el batallón Artillería de Marina con dos piezas de bronce de 4, el batallón Chacabuco, una batería de artillería con 4 piezas Krupp y un piquete de Cazadores a Caballo. Los regimientos contaban con dos batallones cada uno.: 661 

### Acciones de Vergara
En el intertanto, el grupo al mando de José Francisco Vergara en Iluga ocupó el día 26 en realizar reconocimientos sobre Tarapacá. En ellos, se pudo apreciar la llegada a la quebrada de la división peruana al mando del coronel José Miguel Ríos, por quien los oficiales chilenos tenían gran reconocimiento de su capacidad, como asimismo por otro oficial peruano que también divisaron en la columna Ríos, el comandante del batallón Iquique, coronel Alfonso Ugarte. La columna de Ríos llegaba en ese momento fatigada y en orden precario. Las patrullas de reconocimiento de Vergara calcularon en unos 1000 los hombres que llegaban con Ríos, los que sumados a los que se creía en Tarapacá, concentraban, según el mando chileno, unos 2500 hombres, 1000 de ellos extremadamente fatigados.: 661 

### Concentración chilena y plan de batalla
A las 00 h del 26 de noviembre, la división de Arteaga llegó a Lluga y se unió con la avanzada de Vergara juntando 2281 hombres, y quedando el primero como jefe de todas las fuerzas y Vergara como su segundo. La decepción del encuentro fue mutua entre ambas fuerzas, ya que cada una esperaba que la otra tuviera suministros de agua, víveres y parque, pero nada de eso había, siendo que sólo estaba disponible en Tarapacá, bajo control peruano. Esta situación forzó a ambos comandantes a iniciar de inmediato las acciones, antes que la falta de agua y alimentos se hiciera crítica. De este modo, y tal como se observa en la figura adjunta, se ideó un plan que consistía en dividir la fuerza en tres divisiones, de la siguiente manera:: 664 
Primera División (Izquierda): teniente coronel Ricardo Santa Cruz Vargas con 548 hombres y 4 cañones.
- Compañía del Regimiento Granaderos a caballo (86 hombres).
- 4.ª Compañía del Regimiento 2.º de Línea (116 hombres).
- 2 Compañías del Regimiento Zapadores (289 hombres).
- Columna del Regimiento N.º 2 de Artillería (27 hombres con 2 cañones Krupp de montaña).
- Columna del Regimiento de Artillería de Marina (30 hombres con 2 cañones de bronce La Hitte de montaña).

Segunda División (Derecha): teniente coronel Eleuterio Ramírez con 886 soldados y 2 cañones.
- Piquete de Cazadores a caballo (26 hombres).
- 7 Compañías del 2.º de Línea (820 hombres).
- Columna del Regimiento N.º 2 de Artillería (40 hombres con 2 cañones Krupp de montaña).

Tercera División (Centro): coronel Luis Arteaga con 847 soldados y 2 cañones.
- Regimiento 6.º de Línea "Chacabuco"|Batallón Chacabuco]] (450 hombres).
- Batallón de Artillería de Marina (358 hombres).
- Columna del Regimiento N.º 2 de Artillería (39 hombres con 2 cañones Krupp de montaña).

La primera, al mando de Santa Cruz daría un rodeo por las alturas de la quebrada para tomar posición en una aldea llamada Quillaguasa, al norte de Tarapacá, con la idea de cortar la retirada peruana hacia esa zona en tanto su fuerza se sintiera atacada por el sur. Una segunda división al mando de Eleuterio Ramírez avanzaría por el centro de la quebrada, atacando a las tropas peruanas frontalmente en la aldea. Una tercera división al mando del propio Arteaga atacaría de flanco, desde los bordes superiores de la quebrada para encerrar y destruir la fuerza peruana.

### Fuerzas peruanas en Tarapacá

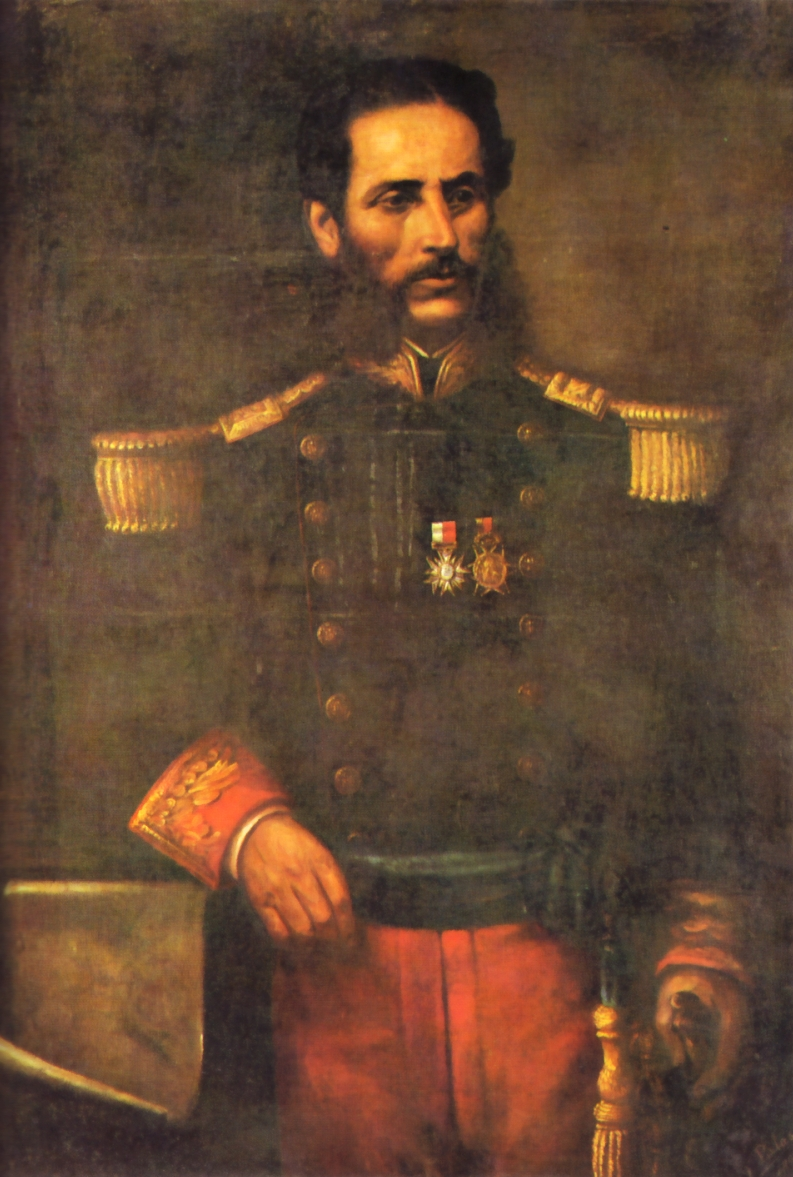
Coronel Andrés Avelino Cáceres.

Todo el plan de ataque chileno se basaba en la presunción de que en Tarapacá habría en el peor de los casos una fuerza de número similar o ligeramente superior a la chilena. Se contaba con el factor sorpresa como una ventaja decisiva al momento de empeñar el combate. El número de efectivos peruanos, era sin embargo superior al que se creía, puesto que desde Dolores se produjo un repliegue peruano más organizado de lo que el mando chileno pensaba. El grueso de la fuerza peruana había arribado el día 22 de noviembre, uniéndosele la división de Ríos el día 26, como ya se ha dicho. El día 25 habían salido de Tarapacá con destino a Arica dos divisiones peruanas, que en ese momento estaban en Pachica, a unos 19 km al norte de Tarapacá. En la noche del 26, el ejército peruano tenía la siguiente constitución:: 669–70  : 148 
En Pachica: 1440
- 1.ª División, Jefe: coronel Luis Herrera Zaconetta. Cuerpos: Cazadores del Cuzco N.º 5 (410 hombres) y Cazadores de la Guardia N.º 7: (380 hombres).
- División Vanguardia (4.ª), Jefe: coronel Justo Pastor Dávila. Cuerpos: Puno N.º 6 (300 hombres) y Lima N.º 8 (350 hombres).

En Tarapacá: 3046 
- 2.ª División, (Derecha), Jefe: coronel Andrés Avelino Cáceres. Cuerpos: Zepita N.º 2 (450 hombres), 2 de mayo (380 hombres) y la columna de artilleros (100 hombres).
- División Exploradora (6.ª), (Centro Derecho), Jefe: coronel Melchor Federico Bedoya. Cuerpos: Ayacucho N.º 3 (300 hombres) y Provisionales de Lima N.º 3 (240 hombres).
- 5.ª División, (Centro Izquierdo), Jefe: coronel José Miguel de los Ríos. Cuerpos: Iquique (300 hombres), Jefe de línea: mayor Francisco Perla en la columna Tarapacá (150 hombres), columna Navales (140 hombres), columna Gendarmes (80 hombres).
- 3.ª División, (Izquierda), Jefe: coronel Francisco Bolognesi. Cuerpos: Ayacucho N.º 2 (300 hombres), Guardias de Arequipa (380 hombres).

No se contaba con caballería ni piezas de artillería. : 386  En total eran 4486 hombres. Los oficiales peruanos eran de reconocida capacidad, entre los que se destacaban: Dávila, Cáceres, Ríos, Belisario Suárez (jefe del Estado Mayor), Alfonso Ugarte, Francisco Bolognesi y Roque Sáenz Peña, todos bajo el mando de Juan Buendía, general en jefe de los ejércitos del Sur. La percepción chilena de la fuerza contraria, era pues, totalmente equivocada.

## Batalla

Batalla de Tarapacá, según el autor Francisco Machuca.

Para que el plan de ataque resultara como estaba previsto, era necesario que las tres divisiones chilenas salieran a distintas horas para llegar a las posiciones prefijadas de manera sincronizada. Así, la columna de Santa Cruz salió a las 3.30 del día 27, una hora antes que las otras dos divisiones. Esta división, sin embargo, se encontró con una densa neblina que la hizo extraviar el rumbo totalmente, de modo que cuando comenzó a amanecer esta fuerza se encontraba a muy corta distancia de la división de Ramírez, virtualmente en el punto de partida.: 671 
Siguiendo las órdenes que tenía, Santa Cruz en ese momento emprendió a paso veloz su marcha hacia Quillaguasa enviando como avanzada a la compañía de Granaderos al mando de su comandante el capitán Rodolfo Villagrán, aunque a esa hora ya debería estar situándose en ese punto toda su división. La segunda ventaja del plan chileno, la sorpresa, empezaba también a desvanecerse, puesto que la tropa de Santa Cruz quedó a la vista de los peruanos que notaron su presencia de inmediato. Los oficiales peruanos captaron al momento el peligro que corrían y lograron comprender en pocos minutos el plan de los atacantes. Rápidamente se impartieron las órdenes respectivas para sacar a sus tropas del fondo de la quebrada y llevarlas a lo alto; dándose las siguientes instrucciones:: 153 
- Coronel Cáceres, con la 2.ª División debía escalar con prontitud para desalojar a las fuerzas adversas que estaban a la vista, para cortar a Santa Cruz por retaguardia.
- Coronel Castañón con la 1.ª compañía del Arequipa y la Columna de Artillería, en la cuesta Visagra, para cerrar el paso a los que intentaran ingresar a la quebrada por el sur.
- Coronel Bolognesi con la 3.ª División, pendientes del cerro Tarapacá.
- Coronel Ríos con la 5.ª División, pendientes del cerro Redondo.
- Coronel Bedoya con la División Exploradora, en la población, donde también quedaba el general Buendía, que despachó un propio para llamar a las divisiones que estaban en Pachica.

El combate comenzó cerca de las 10.00 horas, y durante el desarrollo de la acción se pueden distinguir tres fases: desde el inicio hasta cerca de las 16:00 horas en que se inicia una pausa que dura hasta la reinicio de la lucha con los refuerzos peruanos que volvieron desde el norte hasta la retirada de las fuerzas chilenas.

### Fase 1: reacción inicial peruana
Como ya se dijo, los peruanos al percibir que iban a ser rodeados, reaccionaron con rapidez evitando la progresión de las columnas chilenas, que no pudieron completar las etapas de despliegue acordadas la noche anterior. Así el combate se generaliza con la iniciativa de los peruanos. Los chilenos sólo pueden reaccionar ante el nuevo curso de los acontecimientos. Los primeros cuerpos peruanos en entrar al combate, a las 08.00 h, fueron el batallón Zepita, con Cáceres, seguido del batallón Dos de Mayo bajo las órdenes del coronel Manuel Suárez. Estas tropas rompieron el fuego por la retaguardia de Santa Cruz a menos de 200 m, 462 chilenos (se restan los Granaderos) con 4 cañones contra 830 peruanos. Santa Cruz dio frente a la retaguardia formando su línea en arco, teniendo a la derecha a los Zapadores, al centro la 4.ª compañía del 2.º de Línea y a su izquierda la artillería que quedó al borde del barranco. Establecida de esa forma la defensa de los ahora sorprendidos chilenos, las bajas comenzaron a producirse en ambos bandos dada la corta distancia en que estaban rotos los fuegos. Las tropas del Zepita lograron tomar los 4 cañones Krupp a la izquierda de los chilenos. En esta acción morirían los Coroneles Juan Zubiaga y Manuel Suárez, jefes del Zepita y 2 de Mayo : 154 : 676  Santa Cruz reorganiza a su fuerza sobreviviente perpendicularmente a la quebrada habiendo perdido cerca de un tercio de su tropa entre muertos y heridos, pero logrando rechazar el empuje de los peruanos.
A eso de las 11.00, los peruanos redoblan el ataque y la tropa chilena de la división Santa Cruz empieza a tambalearse. Mientras se desarrollaban estas acciones, la división Arteaga que se encontraba rezagada, al escuchar que se había entablado batalla redobla el paso y llega al lugar del combate en el momento en que se dispersaba la tropa de Santa Cruz, con lo que los chilenos reorganizan sus filas y vuelven a establecer posiciones defensivas.: 389  Entonces Cáceres, detenido ante el número, pidió refuerzos, formados por el batallón Iquique y las columnas Loa y Navales de la 5.ª División, que ya habían cooperado en la quebrada a rechazar a las fuerzas de Ramírez, como veremos en seguida. En el momento que este refuerzo llegaba, se presentó la compañía de Granaderos, que al oír los tiros había regresado de Quillaguasa.: 154 

#### División de Ramírez y acciones en el fondo de la quebrada

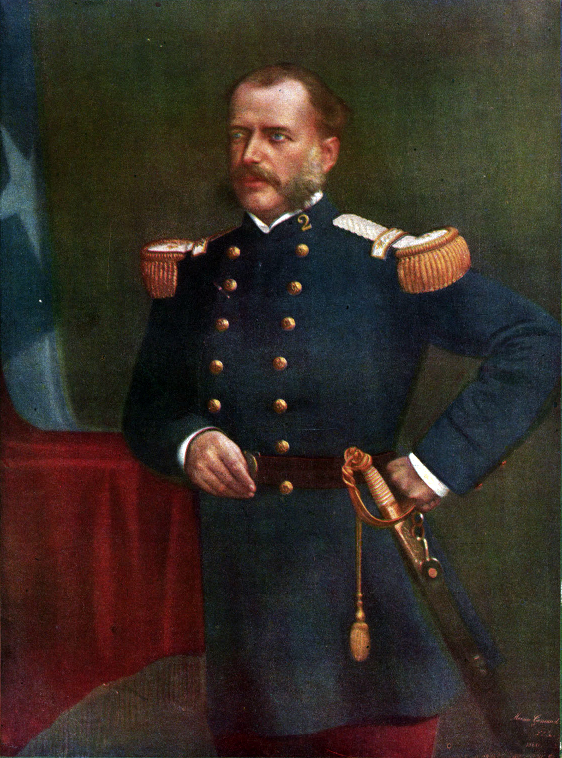
Coronel Eleuterio Ramírez Molina.

Mientras todo lo anterior acontecía en lo alto de la quebrada, la división chilena del teniente coronel Eleuterio Ramírez avanzaba por el fondo de la quebrada según el plan. Al igual que Santa Cruz, no se salió de las órdenes que tenía y siguió avanzando por donde tenía previsto, pese a que la estrategia planeada ya no tenía sentido.: 681–82  Destacó dos compañías del 2.º de Línea para cubrir el flanco derecho de su ataque de las tropas de Castañón, que ocupaban las pendientes este de la cuesta Visagra, y luego, continuando su progresión en la quebrada, tuvo que empeñar otras dos frente al cerro Tarapacá para realizar la misma operación contra parte de la 5.ª División y el batallón Ayacucho N.º 2, de Bolognesi, que hacían vivo fuego contra él. Las restantes cinco compañías del 2.º de Línea llegaron al caserío y recibieron un fuego nutrido. Los atacantes eran el batallón Arequipa y la División Exploradora al mando del coronel Bedoya. De acuerdo a las versiones que se conservan de esta parte del combate, los primeros soldados chilenos en entrar en el pueblo fueron los portaestandartes, liderados por el subteniente Telesforo Barahona, cuya insignia se convirtió en un objetivo de guerra para ambos bandos. Debido a la posibilidad de perder el pabellón, la tropa chilena cargó contra el pueblo en lugar de buscar posiciones más ventajosas, cuestión que causó una cantidad de bajas catastrófica para las compañías del regimiento 2.º de Línea, cuerpo al que pertenecía el disputado estandarte. Simultáneamente, las compañías enviadas a contener a Bolognesi eran rechazadas con enormes pérdidas. Así las cosas, y perdido definitivamente el estandarte en una lucha en que ni peruanos ni chilenos dieron cuartel, los restos de la división Ramírez se retiran hacia el sur, buscando el poblado de Huarasiña.: 392 : 154  El estandarte del 2.º de Línea fue tomado por el Alférez PNP (BGCP) Mariano Santos Mateo del batallón Guardias de Arequipa.: 155 
Al comenzar el retroceso de Ramírez, quedó libre el resto de la 5.ª División peruana, que fue despachada en refuerzo de Cáceres como hemos visto. Ramírez sólo había empleado su regimiento, dejando en la entrada de la quebrada sus 2 cañones Krupp y el escuadrón Cazadores, sin darles misión de combate.: 155 
La destrucción de esa columna chilena era inminente, cuando los acontecimientos en lo alto dieron un giro inesperado.

#### Nuevos acontecimientos en lo alto
Tal como se ha reseñado, en lo alto la situación era crítica para los chilenos tras la llegada de las divisiones de Ríos y Bedoya, cuando el arribo de los granaderos chilenos que regresaron al galope desde Quillaguasa cambió la faz del combate. Dando un rodeo, los granaderos de Villagrán llegaron al sitio del combate. Se formaron en posición de ataque y cargaron contra los peruanos de Cáceres que en ese momento empezaban a quedarse sin municiones. Ante la carga de la caballería y con pocos medios para contrarrestarla, la fuerza peruana retrocede, lo que da un nuevo ímpetu a los chilenos que contraatacan. Lo difícil y estrecho del terreno no hizo posible que los granaderos atacaran la retirada peruana, y la misma presencia de ese cuerpo impedía también una carga de la infantería. La figura adjunta ilustra el estado de cosas tras la carga de Villagrán, que haciendo un gran rodeo, cargó sobre la derecha peruana, formada por el Loa y el Navales, que acababan de ingresar a la lucha. Pero el batallón Iquique, que seguía de cerca a los anteriores, a órdenes de Alfonso Ugarte, contuvo la carga con su fuego en escalón retrasado. El batallón 2 de mayo avanzó y tomó otros dos cañones más, los cuales fueron utilizados contra los chilenos.
Toda esta situación causó una enorme confusión en ambos bandos, que fatigados suspendieron la lucha, retirándose los peruanos para reorganizarse y aprovisionarse de munición, en tanto que los chilenos se abalanzaban al fondo del valle, ya sin presencia peruana, para beber y descansar. En este momento, la batalla entraba en una segunda fase. Eran las 13.00 del 27 de noviembre de 1879.

### Fase 2: la tregua del agua
Producto del cansancio y la tensión de la jornada, y sin proponérselo ninguno de los dos bandos, se produjo una tregua. Las ambulancias de ambos lados recogían a los heridos y se contabilizaban las bajas. En el lado peruano, sin embargo, las cosas eran distintas. Ninguno de los oficiales había pensado en dejar escapar una victoria que ya tenían por cierto, y su retirada había sido un repliegue estratégico necesario para rearmarse, ya que la intensidad del combate había vaciado las cartucheras de los soldados. En todo este trajín transcurrieron unas 4 horas. Fue imposible hacer la reorganización de las tropas peruanas en menor tiempo, debido a que las pérdidas de oficiales en la batalla de la mañana había sido considerable y se necesitaba reorganizar el mando casi completamente. Para fortuna de los peruanos, los chilenos estaban totalmente desorientados respecto a lo que estaba sucediendo en realidad y no tomaron medidas especiales de defensa ni de repliegue, lo que significó que la demora en la reorganización peruana no impidiera la reanudación del combate en una postura ampliamente favorable para ellos.
La División de Bolognesi (batallones Ayacucho y Arequipa, menos una compañía con Castañón) y la columna de Gendarmes de la 5.ª División se detuvo por falta de fuerzas. La División Exploradora, que rechazara a Ramírez en la población, ascendía a las pendientes oeste para reforzar a las unidades que combatían en el llano superior bajo el mando del coronel Suárez, quien se había encaminado al punto más peligroso e importante para dirigir el combate. Los chilenos pensando que se habían adjudicado la victoria, descuidaron las guardias y dejaron pastar a los caballos libremente.
Tanto las fuerzas peruanas como las chilenas habían realizado ataques inconexos y cada agrupación estaba separada por una gran distancia.
Según Dellepiane, a las 16:00 h el despliegue de fuerzas era:
fuerzas chilenas:
- Al sur de Huarasiña: 2 compañías del 2.º de línea, que atacaron la cuesta de Bisagra y fueron fácilmente rechazadas, adelantándose al grueso de su regimiento en el repliegue general.
- Entre San Lorenzo y Huarasiña: las demás 6 compañías del 2.º de línea.
- Al sudoeste de Huarasiña: las fuerzas de Arteaga y Santa Cruz, en desorden y mezcladas.

fuerzas peruanas:
- En la pampa oeste, frente al grueso chileno: Divisiones de Cáceres, Ríos, Bedoya y Dávila; más  una compañía del Arequipa y la columna de artilleros confiadas al Coronel Castañón.
- Entre Visagra y San Lorenzo, frente a Ramírez: Batallón 2 de Mayo y algunas compañías de los batallones Zepita e Iquique, todos al mando del Coronel Víctor Fajardo
- Al sudoeste de San Lorenzo (en las alturas): Parte de las divisiones de Herrera y Bolognesi

### Fase 3: Conclusión
Las tropas peruanas que en la mañana del 27 se encontraban en Pachica, llegaron durante la tregua recién referida. Eran unos 1440 hombres en 4 batallones uno de los cuales, el N.º 8 estaba al mando del coronel tarapaqueño Remigio Morales Bermúdez, futuro Presidente del Perú. Con este refuerzo, la intención peruana fue intentar rodear y tomar prisionera a la fuerza chilena sobreviviente, utilizando una estrategia similar a la que los chilenos quisieron emplear contra ellos, pero curiosamente, el resultado fue el mismo. Los chilenos alcanzan a advertir la situación y comienzan a ascender por las laderas de la quebrada para no quedar atrapados en el fondo.: 156 
La División Vanguardia reforzó las tropas de la pampa oeste y la 1.ª División hizo lo mismo con las del valle, para lo que se dispuso que enviara uno de sus batallones a las alturas del sudoeste en refuerzo del Ayacucho y el otro al fondo de la quebrada, para secundar al Arequipa y al Gendarmes.

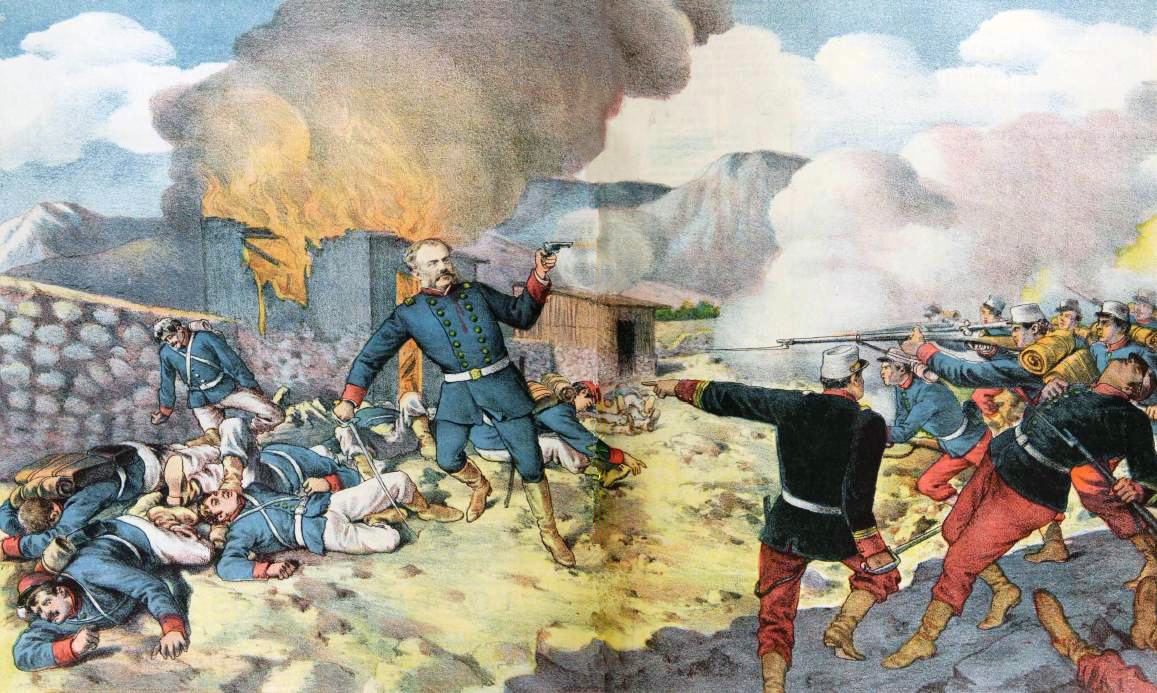
La muerte del coronel Eleuterio Ramírez.

Al llegar a lo alto, se entabla un nuevo combate con las mismas características e intensidad que el de la mañana. Las dos piezas de artillería que quedaban disponibles a las tropas chilenas de Arteaga son capturadas por los peruanos, que las emplean contra sus antiguos dueños, en tanto la infantería atacaba incesantemente con el fin de evitar la retirada chilena hacia el desierto. En el fondo del valle, perdía la vida el comandante del 2.º de Línea y jefe de la segunda división, coronel Eleuterio Ramírez, transformándose en el oficial chileno de mayor graduación muerto hasta el momento en la campaña. Sin dejar de combatir, los chilenos dan definitivamente por perdido el campo y se retiran hostigados en todo momento por los peruanos. Durante estas acciones fue herido el Coronel José Miguel de los Ríos Larrauri hasta en 8 ocasiones, a pesar de ello, seguiría luchando montado a caballo. En el repliegue chileno, se comisionó al regimiento Artillería de Marina el cuidado de la retaguardia, por lo que este cuerpo sufrió las mayores bajas en la última etapa de la batalla. La figura ilustra esta última fase, con una fuerza chilena muy reducida producto del combate y una fuerza peruana tenaz en la persecución. Los peruanos no contaban con caballería, por lo que la persecución no se pudo mantener; el ataque peruano habría sido más efectivo si las tropas frescas hubieran atacado la planicie oeste, para envolver la izquierda de los chilenos y cortarles su dirección general de retirada. Luego del combate moriría el Coronel Ríos debido a sus múltiples heridas. Pero el triunfo de los peruanos en este combate era, sin embargo, definitivo.

## Consecuencias
Las bajas en ambos lados fueron enormes. Los chilenos contabilizaron 516 muertos y 179 heridos, más que en las batallas de Pisagua, Germania y Dolores juntas.: 691  Los peruanos dieron en sus partes un total de 236 muertos y 261 heridos.: 692  Las pérdidas de oficiales en ambos bandos fueron especialmente destacables: Por los chilenos puede mencionarse al teniente coronel Eleuterio Ramírez, comandante del 2.º de Línea y a su segundo comandante, Bartolomé Vivar, que no sobrevivió a sus heridas. Del mismo cuerpo, perdieron la vida los capitanes Diego Garfias, Ignacio Silva y José Antonio Garretón Silva, además de un teniente y siete subtenientes. El Zapadores perdió cinco subtenientes, el Chacabuco a su segundo comandante, mayor Valdivieso y su ayudante Ríos y dos tenientes. En el Perú, por su parte, lamentaron la pérdida del comandante del 2 de mayo, coronel Manuel Suárez y de los tenientes del mismo cuerpo Torrico y Osorio. El Zepita perdió a su segundo jefe, el teniente coronel Zubiaga, el capitán Figueroa y los subtenientes Cáceres (hermano del coronel Andrés Cáceres) y Meneses. La 2.º División a los capitanes Odiaga, Chávez, Vargas y Rivera y tres subtenientes. El 2.º Ayacucho un teniente y dos subtenientes; la columna Tarapacá al mayor Francisco Perla; el 3.º Ayacucho el mayor Escobar, un teniente y dos subtenientes; los Cazadores del Cuzco y el batallón Iquique un subteniente cada uno; la columna Naval al capitán Meléndez, y la 5.º División al coronel Miguel Ríos, que al igual que Vivar no sobrevivió a sus heridas.
Las tropas de Arteaga se replegaron a Negreiros al día siguiente. Días después de la batalla, el ministro de Guerra chileno, Rafael Sotomayor, ordenó el envío de tropas ligeras a cortar la retirada de los peruanos hacia Arica y hostigarlos durante la marcha. El general Baquedano dispuso que unos 300 jinetes de Cazadores y Granaderos, que se hallaban en Tiviliche, marcharon al este a cumplir esta orden, pero el teniente coronel Yábar que los mandaba fue informado en Suca de que los peruanos habían ya pasado al norte, cuando en realidad se hallaban todavía en Camiña (6 de diciembre de 1879), a 204 km de Arica. Yábar regresó a Tana engañado por este falso dato.: 698  La derrota chilena de Tarapacá no cambió sus planes de campaña, y sólo ocasionó la renuncia de Vergara a su comisión al ser culpado del desastre.: 706 
Para los peruanos, en tanto, la victoria de Tarapacá no cambió su situación,: 157  ya que luego de la batalla el ejército abandonó el lugar con destino a Arica, junto con toda la población que, huyendo de las represalias, dejó sus hogares. Al llegar a Arica el general Buendía y el coronel Suárez fueron puestos bajo arresto por el contraalmirante Montero culpándolos de las derrotas y por haber dejado Tarapacá en manos chilenas. En el Perú se conmemora esta batalla como el Día de la infantería en virtud de las acciones de valor y heroísmo destacados durante la batalla.